# Farmhouse
Farmhouse è l'ottavo album in studio del gruppo musicale statunitense Phish, pubblicato il 16 maggio 2000 dall'etichetta discografica Elektra Records.

## Antefatti e descrizione
La registrazione dell'album è avvenuta durante l'autunno/inverno 1999-2000 allo studio The Barn, di proprietà del chitarrista dei Phish Trey Anastasio, in Vermont (la copertina del disco raffigura un particolare della porta della latrina esterna dello studio). Farmhouse è l'ultimo album in studio dei Phish prima della lunga pausa di 2 anni che il gruppo si prese dal termine del tour di promozione del disco.
La composizione dei brani di Farmhouse è caratterizzata da una collaborazione tra Trey Anastasio e l'autore dei testi dei Phish Tom Marshall, oltre che dal bassista Tony Markellis, dal batterista Russ Lawton e dall'autore Scott Herman. Tutti i pezzi erano già parte dei concerti dei Phish o dell'attività solista di Anastasio, alcuni addirittura da anni, prima di venire registrati in studio per quest'occasione.
Il primo singolo estratto, Heavy Things, è diventato il brano di maggior successo del gruppo, anche grazie al suo inserimento nella programmazione delle festività natalizie per l'anno 2000 dalla rete statunitense ABC.

## Tracce
1. Farmhouse – 4:02 (Trey Anastasio, Tom Marshall)
2. Twist – 3:24 (Trey Anastasio, Tom Marshall)
3. Bug – 5:07 (Trey Anastasio, Tom Marshall)
4. Back on the Train – 3:02 (Trey Anastasio, Tom Marshall)
5. Heavy Things – 4:15 (Trey Anastasio, Scott Herman, Tom Marshall)
6. Gotta Jibboo – 5:31 (Trey Anastasio, Russ Lawton, Tony Markellis)
7. Dirt – 4:32 (Trey Anastasio, Scott Herman, Tom Marshall)
8. Piper – 4:27 (Trey Anastasio, Tom Marshall)
9. Sleep – 2:09 (Trey Anastasio, Tom Marshall)
10. The Inlaw Josie Wales – 2:56 (Trey Anastasio)
11. Sand – 3:24 (Trey Anastasio, Russ Lawton, Tony Markellis, Tom Marshall)
12. First Tube – 6:45 (Trey Anastasio, Russ Lawton, Tony Markellis)

Tracce aggiunte nell'edizione giapponese
1. Driver – 3:19 (Trey Anastasio, Tom Marshall)
2. Mist – 4:28 (Trey Anastasio, Tom Marshall)

## Formazione
- Trey Anastasio – chitarra, voce
- Page McConnell – tastiere, voce
- Mike Gordon – basso, voce
- Jon Fishman – batteria, voce

## Successo commerciale
Farmhouse ha esordito al 12º posto della Billboard 200 con 88 776 copie vendute, segnando il loro quinto ingresso nella top 20 della classifica statunitense. L'album è rimasto 19 settimane in classifica ed è certificato disco d'oro.

## Classifiche
| Classifica (2000) | Posizione massima |
| ----------------- | ----------------- |
| Stati Uniti       | 12                |